# ماريا كلوديا
ماريا كلوديا (بالبرتغالية: Maria Cláudia‏) هي عارضة وممثلة برازيلية، ولدت في 9 أكتوبر 1949 في ريو دي جانيرو في البرازيل.

## وصلات خارجية
- ماريا كلوديا على موقع IMDb (الإنجليزية)
- ماريا كلوديا على موقع قاعدة بيانات الفيلم (الإنجليزية)